# Скородинська Варвара Василівна
Варвара Василівна Скородинська (1896—1989) — українська лікарка-офтальмолог, доктор медичних наук, завідувачка відділення Інституту офтальмології ім. В. П. Філатова.

## Біографія
Під час Першої світової війни працювала медсестрою, операційною сестрою в клініці очних хвороб у Одесі. Закінчила Одеський медичний інститут.
У 1945 році працювала молодшим науковим співробітником відділу експериментальної офтальмології Інституту клінічної фізіології.
У 1962 році створила та очолила відділення тканинної терапії Інституту очних хвороб і тканинної терапії ім. В. П. Філатова.
У 1948 році одружилася з Володимиром Філатовим, якому асистувала впродовж 20 років.

## Публікації
- В. В. Скородинская-Филатова, А. Л. Драголи. Владимир Петрович Филатов (1875—1956) — Киев ; Одесса: Вища школа, 1975. — 119 с.(рос.)